# Médiathèque du patrimoine et de la photographie
Pour les articles homonymes, voir MAP.
La Médiathèque du patrimoine et de la photographie (MPP) est un service à compétence nationale (SCN) créé en 1996, qui dépend du service du Patrimoine au ministère de la Culture (direction générale des Patrimoines et de l'Architecture). Elle a plusieurs fois changé de nom au cours de son histoire : Médiathèque du patrimoine en 1996, elle devient Médiathèque de l'architecture et du patrimoine (MAP) en 1998 et a pris son nouveau nom en mai 2022.

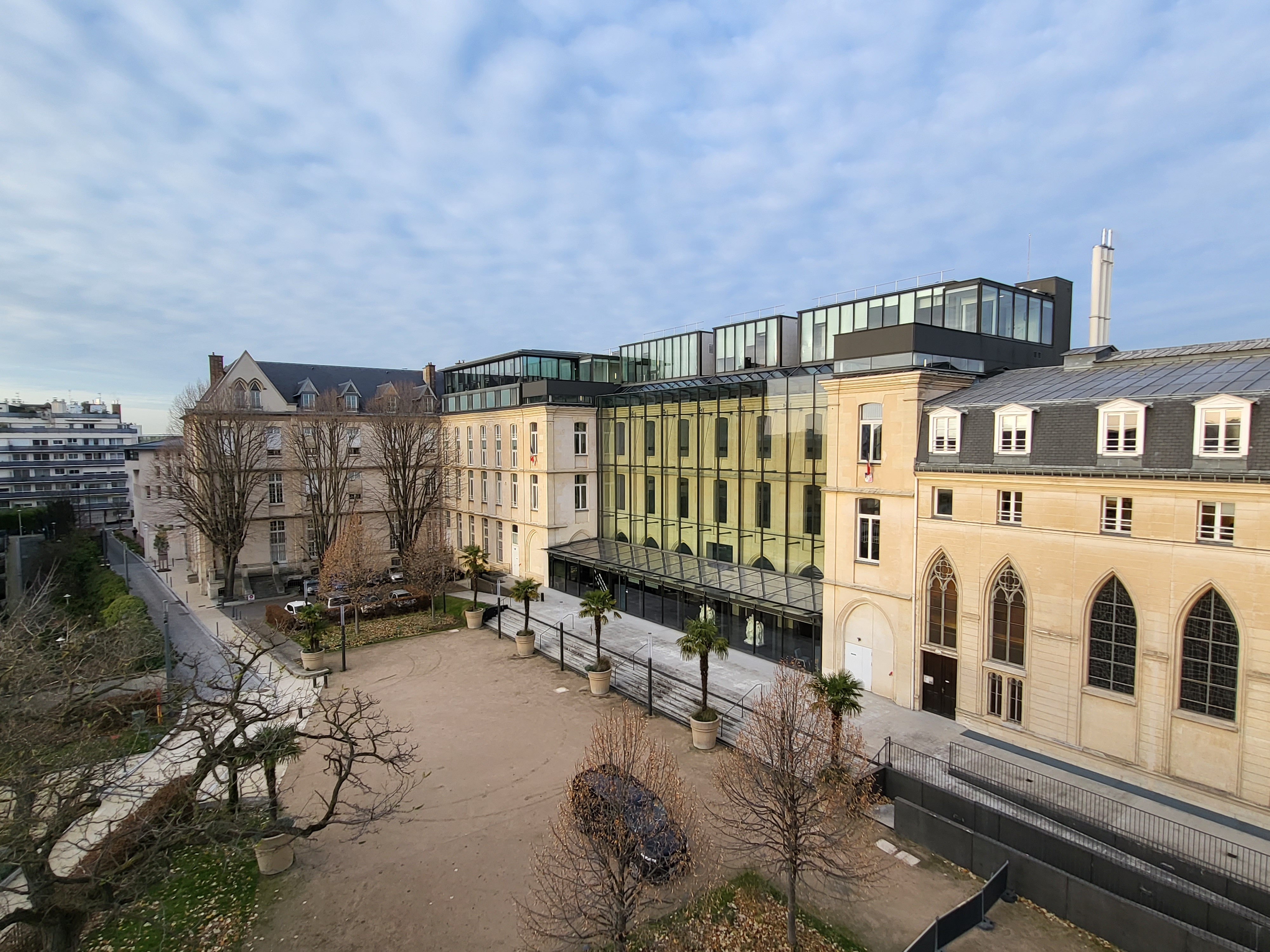
Site de la MPP à Charenton-le-Pont

## Descriptif
La Médiathèque du patrimoine et de la photographie (MPP) a pour mission de collecter et constituer, classer et conserver, étudier, communiquer et valoriser :
- Les archives et la documentation de l'administration des Monuments historiques (patrimoine monumental, mobilier et archéologique).
- Le patrimoine photographique de l'État, riche de vingt millions de phototypes (négatifs et tirages) remontant aux origines de la photographie[1].

Acteur essentiel de la conservation du patrimoine en France, elle est le principal contributeur des bases nationales :
- Mérimée sur le patrimoine monumental.
- Palissy sur les objets mobiliers.
- Mémoire sur le patrimoine photographique.

Ces trois bases sont accessibles par la Plateforme ouverte du patrimoine (POP).
Elle met également à disposition du public ses inventaires d'archives sur la base Archiv'MH et son catalogue de bibliothèque, ainsi que la base biographique Autor.
Outre le secrétariat général, chargé de la gestion administrative et financière, elle est constituée de trois départements scientifiques :
- Département des archives et de la bibliothèque
- Centre de recherches sur les Monuments historiques (CRMH)
- Département de la photographie

Anciennement Médiathèque de l’architecture et du patrimoine, l’institution a changé de nom le 27 mai 2022 en devenant Médiathèque du patrimoine et de la photographie (MPP), appellation plus conforme à la double-mission de conservation qui lui est dévolue.
Elle dispose de deux sites d'exercice :
- le siège, rue du Séminaire-de-Conflans à Charenton-le-Pont, site ouvert au public.
- des magasins de conservation et un laboratoire photographique au fort de Saint-Cyr.

## Le site du séminaire de Conflans
Le site de la MPP provient du démembrement en 1553, par le roi Henri II, de l’ancien Séjour de Bourgogne, manoir du XIVe siècle propriété des ducs de Bourgogne qui était revenu au début du XVIe siècle dans le domaine du roi de France. Sa partie nord comprenant « une vieille masure et huit arpents de terre » (environ quatre hectares soit l'étendue du lycée Notre-Dame-des-Missions, du parc de Conflans et du parc EDF jusqu'à la rue des Bordeaux) fut vendue par adjudication en 1553 à Jean de Gauchery, secrétaire du roi. L'autre partie de ce domaine, côté sud de la rue du Séminaire-de-Conflans, était le château de Conflans, reconstruit au début du XVIe siècle, dont les derniers vestiges furent détruits au XXe siècle à l'emplacement des immeubles actuels du square Henri Sellier et son parc jusqu'à la Seine (actuellement immeubles de la place Bobillot).
Le domaine passa à des propriétaires successifs jusqu'à Françoise de Nargonne, veuve du duc d'Angoulême, qui le vendit, le 6 décembre 1653, pour la somme de 31 000 livres à Charlotte Le Bret, prieure d’un couvent de Bénédictines fondé à Lagny transféré à Faremoutiers à cause des guerres. L’archevêque de Paris y réunit en 1741 le prieuré des Bénédictines de Saint-Germain-des-Prés. À cette date, le monastère comprenait « une maison parfaitement bien entretenue, des jardins très agréables » et une chapelle.
Le couvent fut vendu comme bien national en 1793 à Philippe-Jacques Noël puis fut acquis par des propriétaires successifs jusqu’à son achat, le 10 juin 1820, par Philippe-Antoine Frère, supérieur du séminaire Saint-Nicolas-du-Chardonnet à Paris, qui en fit une succursale. Le séminaire fut dévasté en 1830 avec la partie est du château de Conflans qui était depuis 1827 propriété de Hyacinthe-Louis de Quélen, archevêque de Paris.

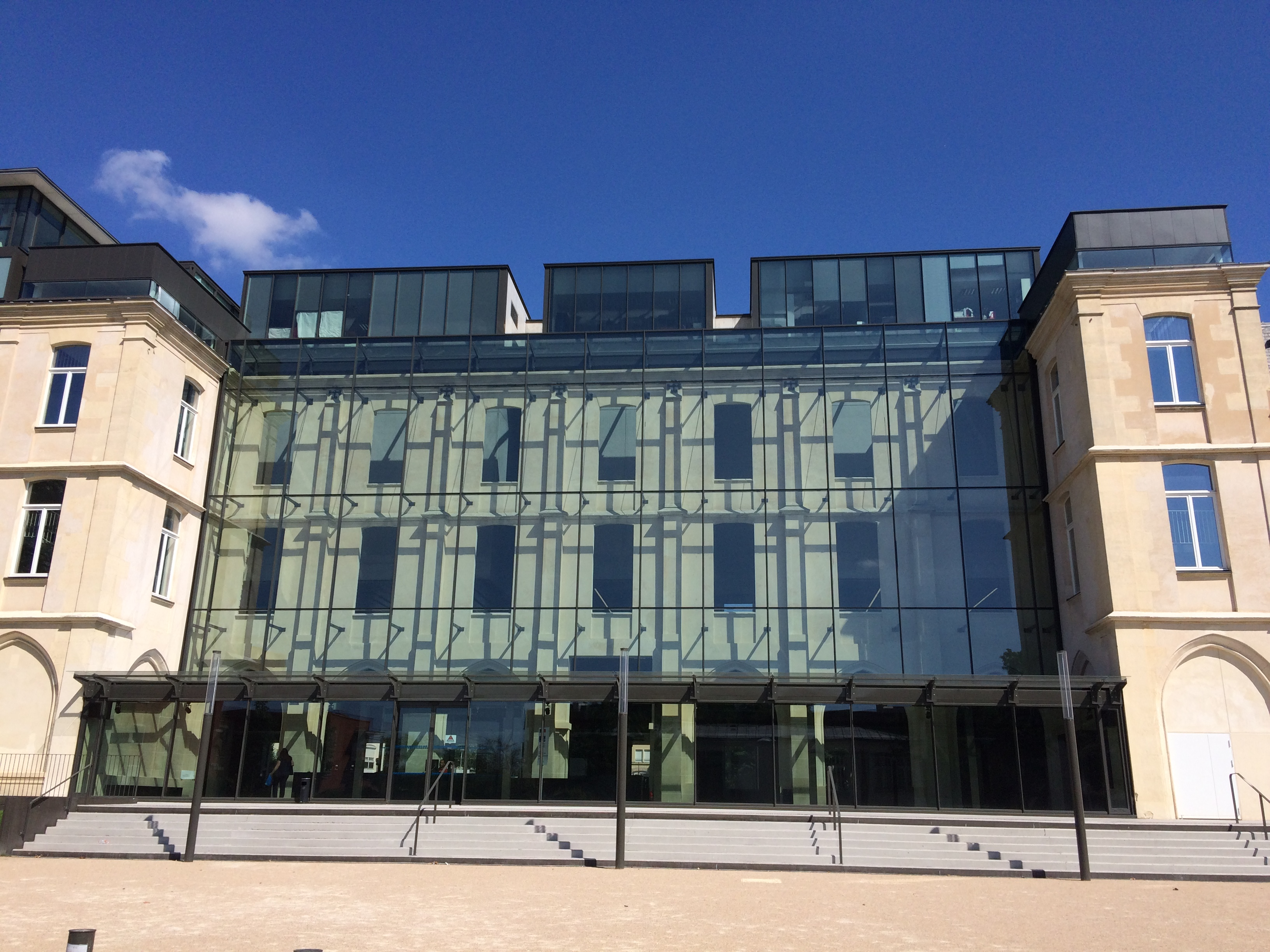
Entrée de la MPP à Charenton-le-Pont

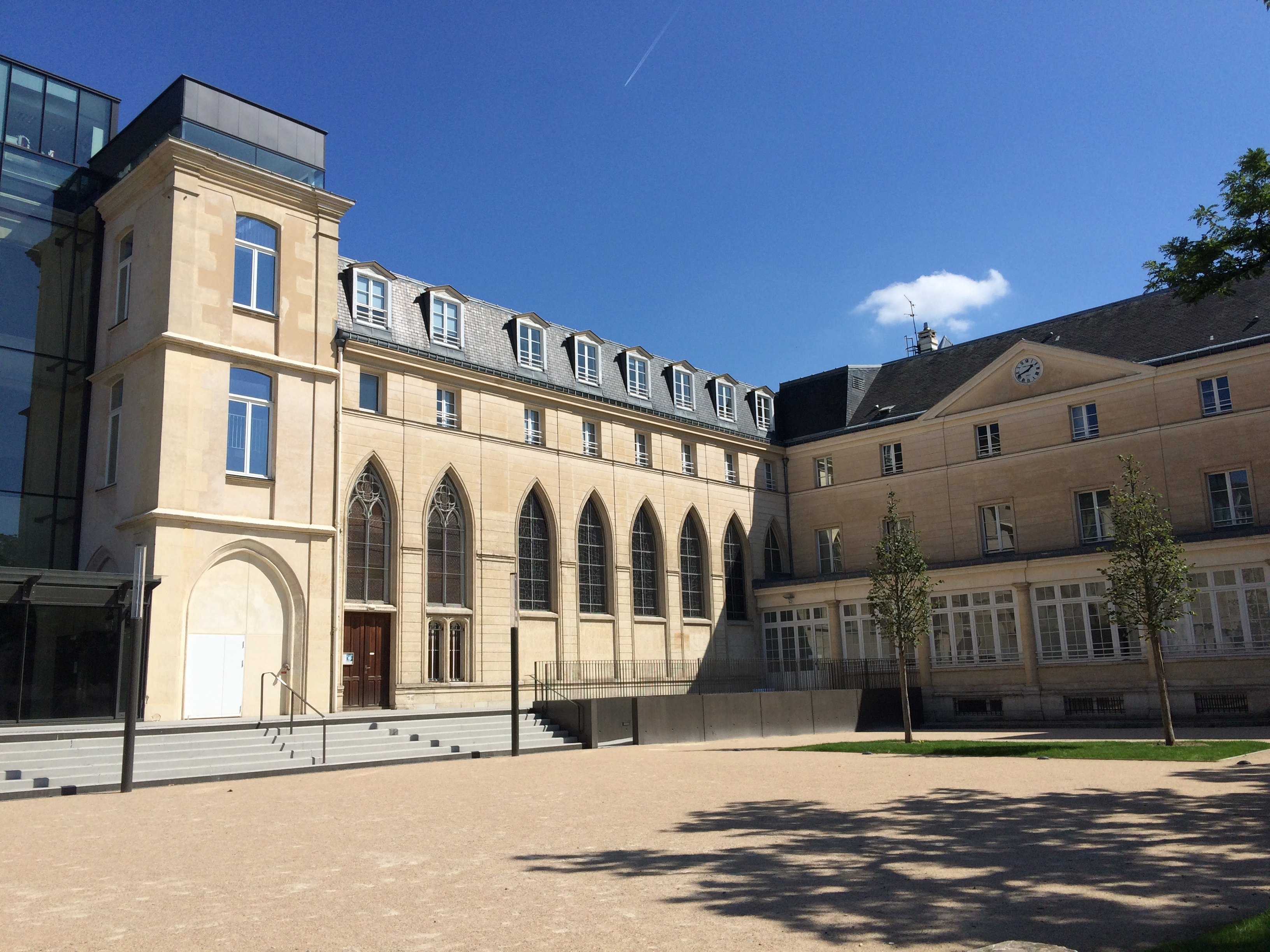
Bâtiments C et D de la MPP à Charenton-le-Pont

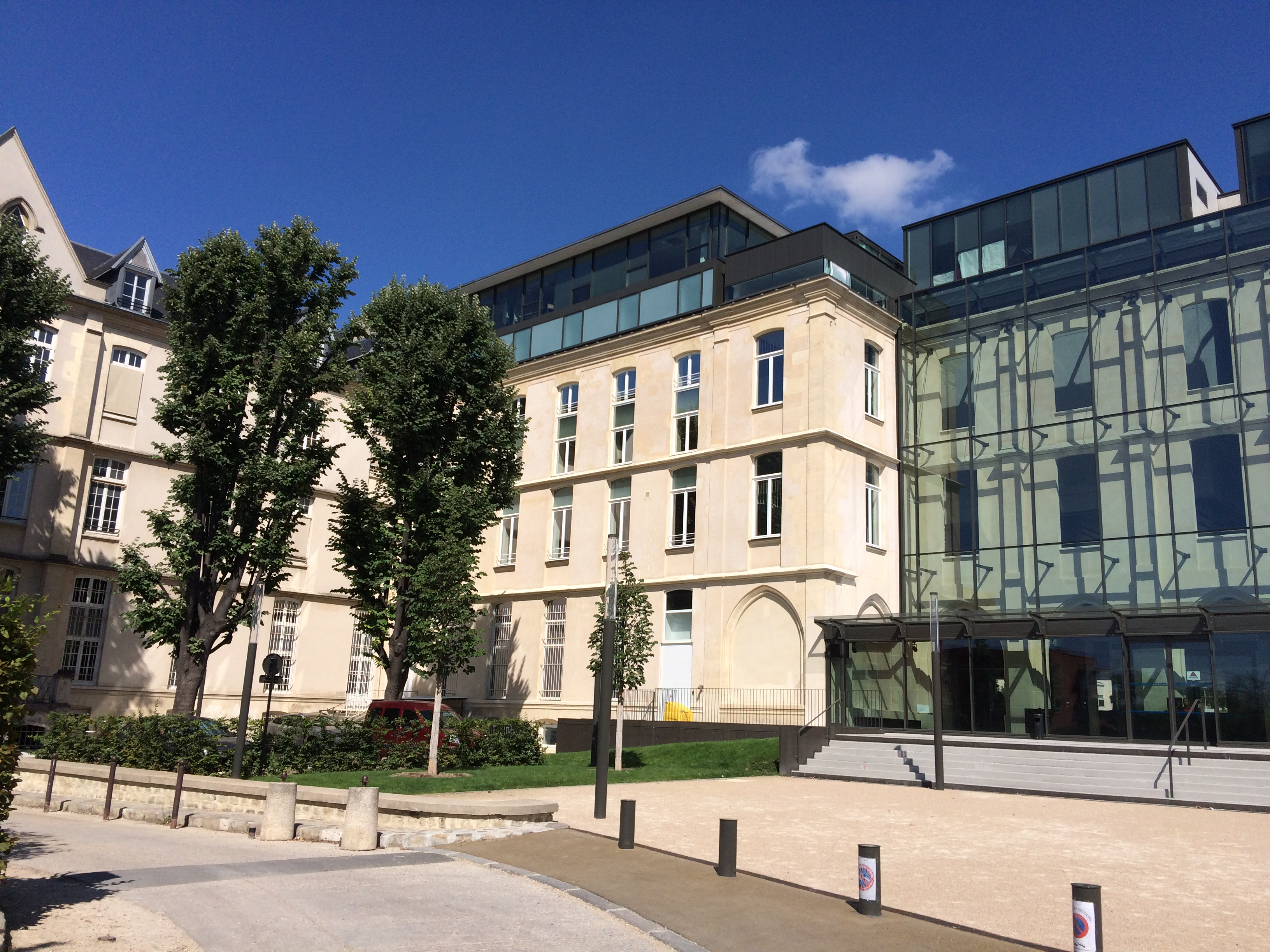
Bâtiments A et B de la MPP à Charenton-le-Pont

Le bâtiment fut acheté par Hyacinthe-Louis de Quélen en 1839 et resta abandonné jusqu’à son acquisition en 1841 par la congrégation des Sœurs du Sacré-Cœur, fondée par Madeleine-Sophie Barat qui habitait, dans les années 1830, dans la partie du château de Conflans appartenant à l'archevêque. La congrégation y établit un pensionnat de jeunes filles, dans le prolongement de celui qu’elles avaient créé en 1832 dans la partie du château de Conflans de l’archevêque. Les Dames du Sacré-Cœur firent réparer la maison en ruines, vestige de l’ancien couvent des Bénédictines qui correspondait à l’aile datant du XVIIIe siècle de la MPP, perpendiculaire à la chapelle, et étendirent les bâtiments par achat de maisons voisines et de l’église de Conflans, désaffectée depuis 1859 (remplacée par l’actuelle église Saint-Pierre).
Les Dames du Sacré-Cœur quittèrent le couvent pour Bruxelles vers 1911, à la suite de l'expulsion des congrégations et l’ensemble, bâtiments et parc attenant qui s'étendait jusqu'à la rue des Bordeaux, devenu propriété de l’État par la loi de séparation des Églises et de l'État de 1905 fut vendu par adjudication à une compagnie d'électricité. Celle-ci loua les bâtiments à l’archevêché de Paris qui y établit le petit séminaire de Paris en 1929.
Le séminaire ferma en 1970 et l'ensemble fut revendu en 1971. La partie longeant la rue du Président Kennedy fut alors achetée par la congrégation Notre-Dame-des Missions pour y établir un lycée-collège, et l’autre partie jouxtant la chapelle de Conflans par l’État (Ministère de la Culture) pour y ouvrir une école d’architecture remplacée en 2008 par l'actuelle Médiathèque du patrimoine et de la photographie.